# سیندرلا (فیلم ۲۰۱۵)
سیندرلا (انگلیسی: Cinderella) فیلمی فانتزی به کارگردانی کنت برانا است که در سال ۲۰۱۵ منتشر شده‌است.

## خلاصه داستان
الا از پدر و مادری دوست داشتنی که در ملک پادشاهی زندگی می‌کنند به دنیا می‌آید. از دوران کودکی، او توسط مادرش آموزش داده می‌شود که به جادو باور داشته باشد، او اجازه می‌دهد الا با حیوانات به ویژه موش‌ها دوست شود. همه چیز مرتب است تا اینکه مادر الا بیمار می‌شود. در بستر مرگ، او به الا می‌گوید که شجاع و مهربان باشد. پدر الا در نهایت با بیوه دوست قدیمی‌اش، بانو تریمین، که دو دختر به نام‌های درزیلا و آناستازیا دارد ازدواج می‌کند. الا با وجود رفتار ناگوار خواهران ناتنی‌اش از خانواده جدید استقبال می‌کند.
هنگامی که پدر الا برای کار به خارج از کشور می‌رود، تریمین ماهیت ظالمانه خود و حسادتش را نشان می‌دهد، او اتاق الا را به دخترهایش می‌دهد و الا را به زیرشیروانی می‌فرستد. پدر الا در طول سفر می‌میرد، باعث می‌شود تریمین تمام مستخدمان را برای صرفه جویی در پول و سپردن تمام کارها به الا اخراج کند. در یک شب سرد، الا کنار شومینه برای گرم شدن می‌خوابد، اما صبح روز بعد که از خواب بیدار می‌شود صورتش «خاکستری» می‌شود. او وقتی با صورت خاکستری کنار خانواده می‌رود، به او عنوان سیندرلا را می‌دهند، و از صبحانه خوردن با خانواده منع می‌شود.
الا که توسط نامادری‌اش خرد شده‌است ناراحت می‌شود، سوار بر اسب به جنگل می‌رود، جایی که او یک شاگرد از کاخ را به نام کیت ملاقات می‌کند، که بخشی از یک گروه شکاری است که در تعقیب گوزن هستند.
اما در داستان اصلی در آخر داستان خواهران سیندرلا می‌خواهند خودشان را جای او جا بزنند پس با چاقو پاشنه‌های پای خود را می‌برند ولی شاه متوجه می‌شود و دستور می‌دهد پرندگان چشم‌های آنان را درآورند.

## بازیگران
- کیت بلانشت در نقش خانم ترمین
- لیلی جیمز در نقش الا (سیندرلا)
- ریچارد مدن در نقش کیت، پرنس چارمینگ
- هلنا بونهام کارتر در نقش فرشته نجات
- هالیدی گراینگر در نقش آناستازیا
- سوفی مک شرا در نقش دریزلا
- استلان اسکاشگورد در نقش دوک بزرگ
- نانسو آنوزی در نقش کاپیتان
- درک جاکوبی در نقش شاه
- هایلی اتول در نقش مادر سیندرلا
- بن چاپلین در نقش پدر سیندرلا[۱]